# مسجد الخبزة
مسجد الخَبَزَة، أو مسجد الحصن أحد المساجد الأثرية في محافظة الطائف، وأحد المساجد التي بجوارها بئر قد شرب منها النبي ﷺ.

## نبذة
سمي مسجد الحصن بهذا الاسم لوجود آثار حصن ساقط على بئر بجوار المسجد، كما يسمى مسجد الخبزة وهو المسجد الذي يقع على يمين الوادي وجددت عمارته حديثاً، وسمي بذلك لأن من تحته تمر عين الخبزة وهو في بستان الرقاب الكبير ومن أشهر من أم المصلين ودرس في هذا المسجد الشيخ أحمد بن حسن آل كمال وكان جل طلابه من الأشراف الشنابرة وآل غالب، وقريش وثقيف.

## وصف المسجد
مسجد الخبزة، ينطق بفتح حروفه الثلاثة الأول، يقع في الطائف في بستان الرقاب الكبير بالمثناة الغربية بالقرب من مسجد الكوع بأقل من 33م. ويرى حماد السالمي بأن المسجد لا يمكن وصفه بالأثري؛ إذ تم تجديده وتغيير معالمه 
يقع مدخل المسجد في الضلع الجنوبي، ويتوجه عقد مفصص، وكانت تعلو عتبته كتابة غير مقروءة، يتميز بناؤه بأنه مربع الشكل، ويبلغ طول ضلعه 12م، ويحيط بالمسجد صحن مكشوف من جهتيه الشرقية والجنوبية، وبالنسبة لمكان الصلاة فهو مربع الشكل ويبلغ طول ضلعه 9م 
وتقع مئذنته في الجزء الجنوبي الشرقي، وعلى يمين المحراب منبر، وهذا مما يدل على أنه جامع قديم
ويقع محرابه في الضلع الغربي، وهو مسجد جامع بدليل وجود منبر على يمين المحراب، وتقع مئذنته فتقع في الركن الجنوبي الشرقي من الجامع، وتتكون من ثلاثة أقسام:
- السفلي: مربع الشكل
- والأوسط: مثمن الشكل
- والعلوي: مستدير الشكل، وينتهي بطاقية.

وطراز هذه المئذنة مماثل لشكل بناء المآذن في مصر واليمن في القرن السابع الهجري، وربما أن بناء مسجد الخبزة قد أعيد في العصر الأيوبي أو أوائل العصر المملوكي

## وصلات خارجية
- المساجد الأثرية تحكي تاريخ الطائف
- مساجدُ الطائف القديمة تحفةٌ معماريةٌ.. وشاهدٌ حضاري
- مساجد لها تاريخ.. مسجد الخبزة